# Opere di misericordia

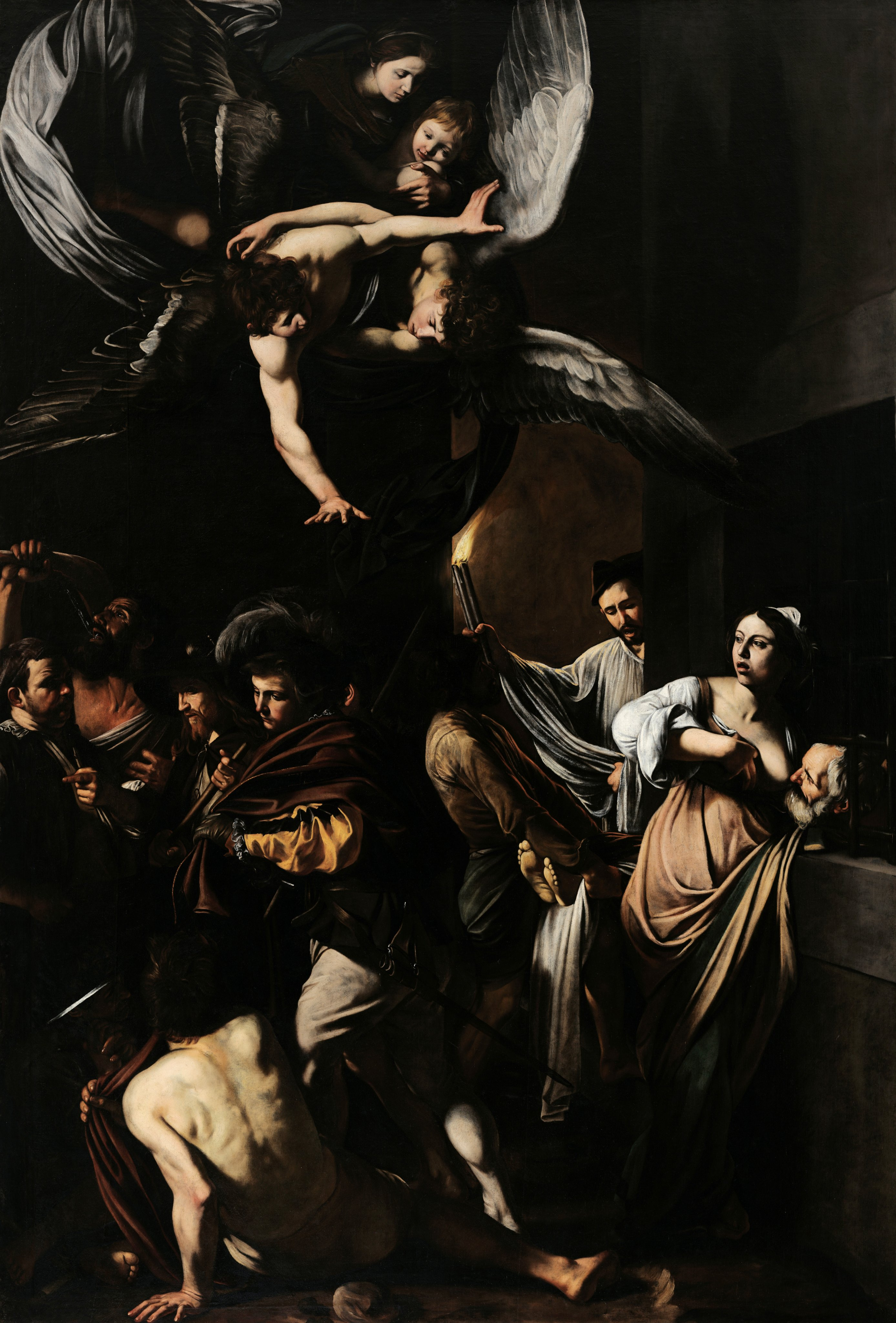
Michelangelo Merisi da Caravaggio, Le sette opere di misericordia corporale, 1606-1607, Napoli, Pio Monte della Misericordia.

Le opere di misericordia sono pratiche richieste da Gesù nel Vangelo (Matteo 25) per esprimere e per trovare misericordia (ossia perdono per i nostri peccati) ed entrare quindi nel suo Regno.
Giacomo 2:15-17 ammonisce che una fede senza opere è inutile e morta.
La tradizione cattolica ne elenca due gruppi di sette, in conformità al Catechismo di san Pio X e a quello tridentino:

## Le sette opere di misericordia corporale

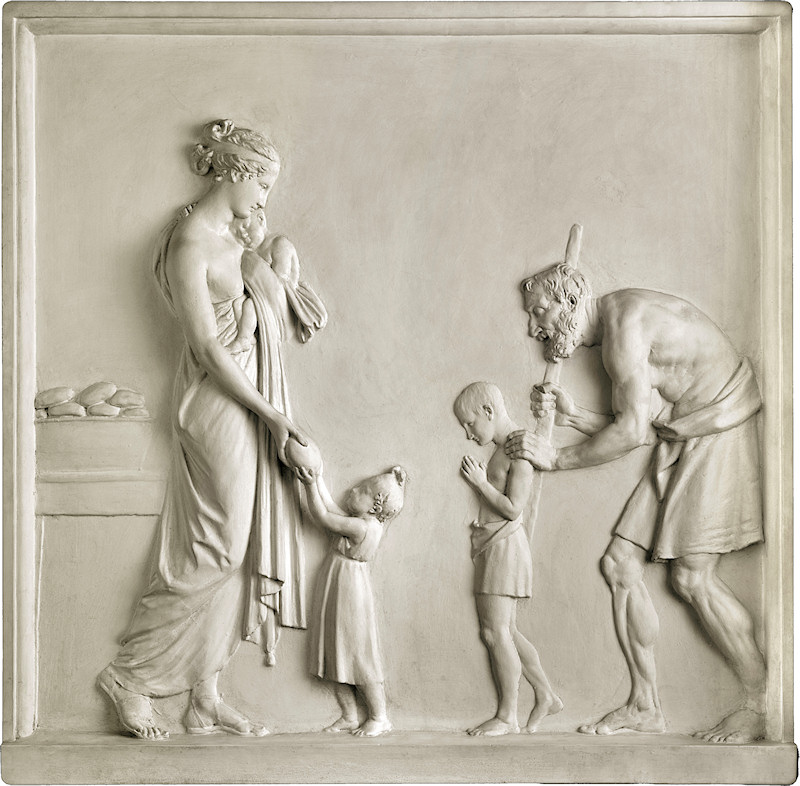
Canova Antonio, Dar da mangiare agli affamati

1. Dar da mangiare agli affamati.
2. Dar da bere agli assetati.
3. Vestire gli ignudi.
4. Alloggiare i pellegrini.
5. Visitare gli infermi.
6. Visitare i carcerati.
7. Seppellire i morti.

## Le sette opere di misericordia spirituale
1. Consigliare i dubbiosi.
2. Insegnare agli ignoranti.
3. Ammonire i peccatori.
4. Consolare gli afflitti.
5. Perdonare le offese.

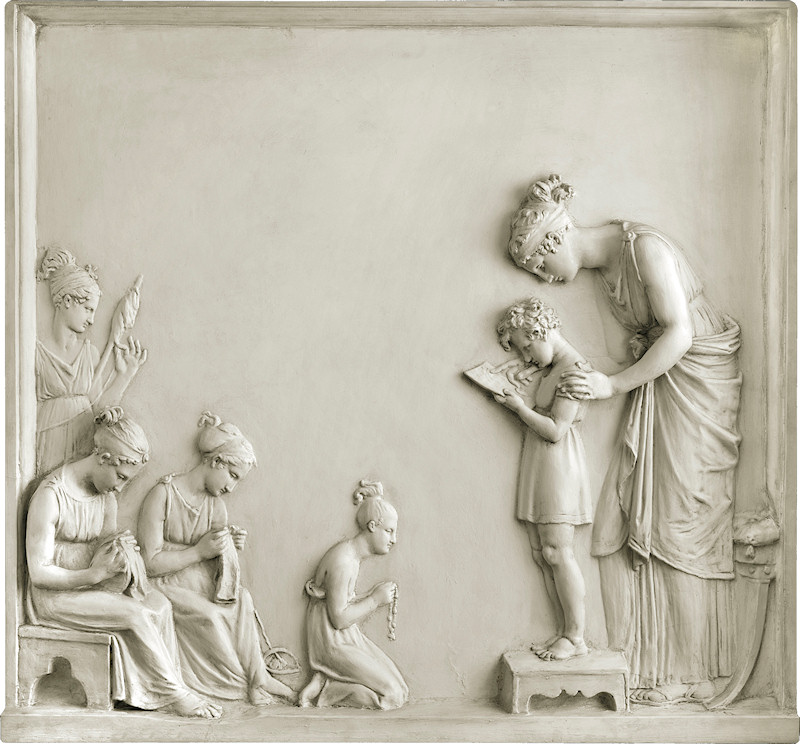
Antonio Canova, Insegnare agli ignoranti

6. Sopportare pazientemente le persone moleste.
7. Pregare Dio per i vivi e per i morti.

## Le opere di misericordia nell'arte
A partire dal XII secolo ci sono rappresentazioni delle opere di misericordia, in particolare nelle chiese del Medioevo .

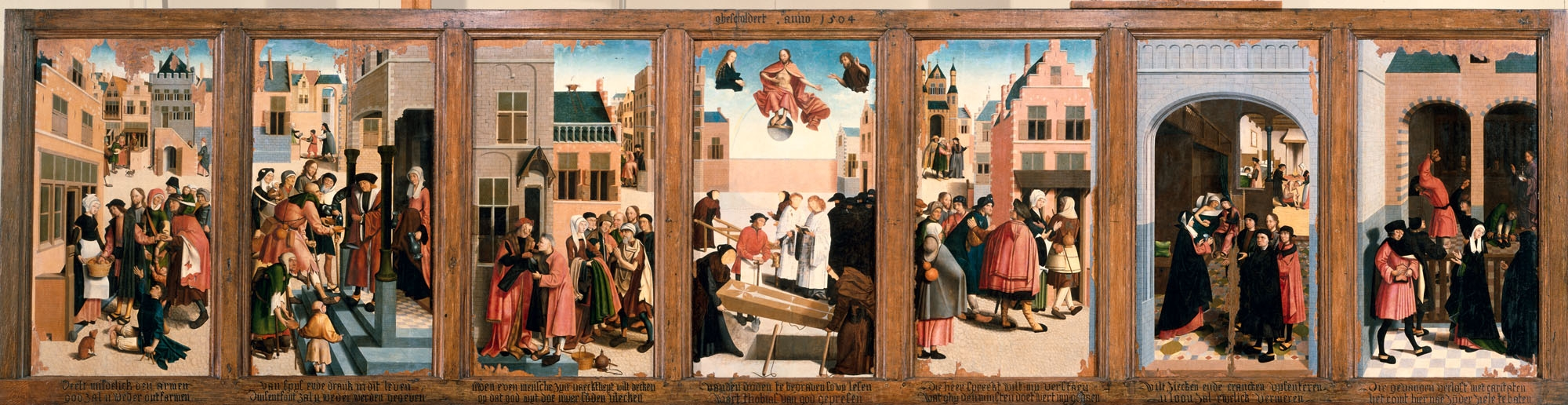
Le Opere di Misericordia, Maestro di Alkmaar, ca. 1504

Per l'arte gotica, si ricordano le Opere di Misericordia di Olivuccio di Ciccarello (1410-1420), alla Pinacoteca Vaticana, provenienti da Ancona, chiesa della Misericordia.
Per l'arte rinascimentale si ricorda il polittico del Maestro di Alkmaar (ca. 1504) fu realizzato per la chiesa di San Lorenzo a Alkmaar nei Paesi Bassi. I pannelli di legno mostrano le opere in questo ordine: dar mangiare agli affamati, dar da bere agli assetati, vestire gli ignudi, seppellire i morti, alloggiare i pellegrini, visitare i malati, e visitare i carcerati.
Per l'arte barocca, è doveroso ricordare uno dei più importanti esempi dell'iconografía dedicata a questo tema: la pala d’altare delle Sette opere di Misericordia di Caravaggio (1606/07) nel Pio Monte della Misericordia di Napoli. Nel quadro del maestro milanese, le opere della carità sono tutte condensate in un'unica scena. Sulla parte superiore del dipinto, a supervisionare l'intera scena che si svolge nella parte bassa, vi è la Madonna col Bambino accompagnata da due angeli. Riguardo ai forti contrasti del chiaroscuro, si potrebbe interpretare la luce luminosa come metafora della misericordia che “aiuta il pubblico a cercarla nella propria vita”.